# 54-46 That's my number
54-46 (That's My Number) är en sång som skrevs av Fred "Toots" Hibbert och som spelades in av Toots & the Maytals 1968. Ett år senare gavs en ny version ut under namnet 54-46 Was My Number. Detta blev en av de första reggaelåtar som blev känd utanför Jamaica. Basgången i låten är en av världens mest kända, samplad av artister över hela världen. I båda versionerna av låten används dessutom elgitarren för att markera den rytm (rhytm guitar) som var utmärkande för reggaen under hela 1970-talet, och som innebar att den jamaicanska populärmusiken tog steget från rocksteady till reggae. 54-46 Was My Number är även med i inledningen till filmen This is England.
Numret 54-46 syftar till det ID-nummer som Fred Hibbert hade under den tid i fängelsetid han satt på grund av marijuanainnehav. Ursprungslåten "That's my number" spelades in kort efter hans frigivande.